# Svenska mästerskapen i dressyr 2002
Svenska mästerskapen i dressyr 2002 avgjordes i Falsterbo. Tävlingen var den 52:e upplagan av Svenska mästerskapen i dressyr.

## Resultat
| Placering | Ryttare           | Häst            |
| --------- | ----------------- | --------------- |
| 1         | Jan Brink         | Björsells Briar |
| 2         | Helena Larson     | Corrado WL      |
| 3         | Ulla Håkanson     | Bobby           |
| 4         | Tinne Vilhelmsson | Solos Carex     |
| 5         | Lotta Wallin      | La Fayette      |
| 6         | Minna Telde       | Björsells Sack  |